# 深町幸男
深町 幸男（ふかまち ゆきお、1930年（昭和5年）10月26日 - 2014年（平成26年）6月21日）は、日本のテレビドラマ演出家、舞台演出家、映画監督。

## 来歴・人物
東京生まれ。1948年に旧制海城中学校を卒業。1953年に早稲田大学第一文学部卒業後、新東宝に助監督として入社したが、1961年に同社倒産のため職を失う。
1963年にNHKに入局し、脚本家の早坂暁、向田邦子、山田太一らとのコンビで、多くの作品を発表している。1987年に定年退職。退職後もNHKエンタープライズ、総合プロデュース、総合ビジョンでNHKに関わり、1997年に東北新社クリエイツに移籍。2001年まで勤める。
1986年に『花へんろ・風の昭和日記』、『冬構え』で芸術選奨文部大臣賞、1988年に『今朝の秋』で毎日芸術賞を受賞。また1995年に紫綬褒章、2002年に勲四等旭日小綬章をそれぞれ受章している。
悲しみを抱えた人間の微妙な心理を美しく描き、『事件』シリーズや『夢千代日記』シリーズ、『あ・うん』などを演出し、和田勉と並んで「NHKドラマを代表する演出家」と呼ばれた。NHKのみならず、放送局所属のテレビドラマディレクターとしては非常に珍しい映画界出身者であったが、退局後の2000年に唯一の劇場映画を監督している。
2014年6月21日、東京都内の自宅で倒れているところを発見され、病死とされた。83歳没。

## 代表作

### テレビドラマ
| タイトル                                                                                     | 主な出演者 |
| -------------------------------------------------------------------------------------------- | --- |
| ドブネズミ色の街（1963年・NHK「テレビ指定席」）                                              | 亀谷雅敬、大坂志郎、倉田マユミ、飯田蝶子、沼田曜一、萩原宣子                                                                                                   |
| 駅（1965年・NHK「テレビ指定席」）                                                            | 宮口精二、村瀬幸子、佐藤慶、小林千登勢、石立鉄男、吉村実子、巌金四郎、木田三千雄、小瀬格                                                                       |
| 冬の桃（1977年・NHK）                                                                        | 小林桂樹、三田佳子、笠智衆 |
| 事件（1978年・NHK「ドラマ人間模様」）                                                        | 若山富三郎、大竹しのぶ、いしだあゆみ、佐々木すみ江、高沢順子、草野大悟、伊佐山ひろ子、石橋蓮司、殿山泰司                                                       |
| 修羅の旅して（1979年・NHK）                                                                  | 岸惠子、檀ふみ、中条静夫、岸部一徳、長岡輝子、中村翫右衛門、楠トシエ、佐々木すみ江、丹波義隆、亜湖                                                             |
| 続･事件 海辺の家族（1979年・NHK「ドラマ人間模様」）                                          | 若山富三郎、中村玉緒、綿引洪、高沢順子、草野大悟、伊佐山ひろ子、谷村昌彦、岸部一徳、中村伸郎、笠智衆                                                           |
| あ・うん（1980年・NHK「ドラマ人間模様」）                                                    | フランキー堺、杉浦直樹、吉村実子、岸本加世子、岸田今日子、池波志乃、殿山泰司、志村喬                                                                           |
| 続･続事件 月の景色（1980年・NHK「ドラマ人間模様」）                                          | 若山富三郎、岸惠子、佐藤浩市、高沢順子、草野大悟、赤塚真人、夏江麻岐、中原ひとみ、内海桂子、中村伸郎                                                           |
| 夢千代日記（1981年・NHK「ドラマ人間模様」）                                                  | 吉永小百合、林隆三、秋吉久美子、樹木希林、中条静夫、緑魔子、あがた森魚、楠トシエ、佐々木すみ江、夏川静江、加藤治子                                             |
| 続あ・うん（1981年・NHK「ドラマ人間模様」）                                                  | フランキー堺、杉浦直樹、吉村実子、岸本加世子、岸田今日子、池波志乃、殿山泰司、永島敏行、笠智衆                                                                 |
| 新･事件 わが歌は花いちもんめ（1981年・NHK「ドラマ人間模様」）                                | 若山富三郎、樫山文枝、岸本加世子、高沢順子、草野大悟、岸田今日子、桜井センリ、斎藤ゆかり、佐々木すみ江、岸田森、中村伸郎                                       |
| 続 夢千代日記（1982年・NHK「ドラマ人間模様」）                                               | 吉永小百合、石坂浩二、秋吉久美子、樹木希林、中条静夫、緑魔子、あがた森魚、いしだあゆみ、岸部一徳、檀ふみ、楠トシエ、谷村昌彦、佐々木すみ江、夏川静江、加藤治子 |
| 新･事件 ドクター･ストップ（1982年・NHK「ドラマ人間模様」）                                   | 若山富三郎、松尾嘉代、松田優作、高沢順子、草野大悟、松任谷正隆、時任三郎、佐藤オリエ、中村伸郎                                                                 |
| 夕暮れて（1983年・NHK「ドラマ人間模様」）                                                    | 岸惠子、佐藤慶、米倉斉加年、佐藤浩市、真野あずさ、長岡輝子、笠智衆                                                                                             |
| 新 夢千代日記（1984年・NHK「ドラマ人間模様」）                                               | 吉永小百合、松田優作、秋吉久美子、樹木希林、中条静夫、緑魔子、あがた森魚、楠トシエ、佐々木すみ江、夏川静江、加藤治子                                           |
| 新・事件 断崖の眺め（1984年・NHK「ドラマ人間模様」）                                         | 若山富三郎、いしだあゆみ、三田村邦彦、高沢順子、草野大悟、二谷友里恵、小林薫、丘さとみ、黛ジュン、河原崎長一郎、中村伸郎                                       |
| 冬構え（1985年・NHK）                                                                        | 笠智衆、岸本加世子、金田賢一、小沢栄太郎、藤原釜足、沢村貞子、せんだみつお、谷村昌彦                                                                           |
| 花へんろ・風の昭和日記（1985年・NHK「ドラマ人間模様」）                                      | 桃井かおり、河原崎長一郎、沢村貞子、樹木希林、中条静夫、下條正巳、小林亜星、小倉一郎、殿山泰司、加藤治子                                                       |
| シャツの店（1986年・NHK「ドラマ人間模様」）                                                  | 鶴田浩二、平田満、佐藤浩市、美保純、杉浦直樹、井川比佐志、八千草薫                                                                                             |
| 父の詫び状（1986年・NHK）                                                                    | 杉浦直樹、吉村実子、沢村貞子、井川比佐志、長谷川真弓、殿山泰司、桜井センリ                                                                                     |
| 友だち（1987年・NHK）                                                                        | 倍賞千恵子、河原崎長一郎、井川比佐志、菅井きん、うつみ宮土理、小松政夫、内海桂子、下條正巳                                                                     |
| 今朝の秋（1987年・NHK）                                                                      | 笠智衆、杉浦直樹、倍賞美津子、杉村春子、樹木希林、加藤嘉、名古屋章 谷村昌彦                                                                                    |
| 台所の聖女（1988年・NHK）                                                                    | 樹木希林、高橋幸治、檀ふみ、笠智衆、風見章子、石橋蓮司、大滝秀治、日下武史、名古屋章、鈴木瑞穂                                                                 |
| 春の砂漠（1988年・日本テレビ）                                                               | 名取裕子、林隆三、檀ふみ、国生さゆり、杉浦直樹、下條正巳、岸田今日子、織本順吉、石橋蓮司、                                                                     |
| 汚れっちまった悲しみに（1990年・フジテレビ）                                                 | 三上博史、樋口可南子、古尾谷雅人、樹木希林、杉田かおる、佐野量子、河原崎長一郎、杉浦直樹                                                                       |
| 漁火の女（1990年9月・日本テレビ「火曜サスペンス劇場」）                                      | 浅野ゆう子、平田満、長門裕之、岸田今日子 |
| 恐怖の二十四時間（1991年・フジテレビ）                                                       | 役所広司、河原崎長一郎、丘みつ子、横山めぐみ、角田英介 |
| 松本清張作家活動40周年記念ドラマ・けものみち（1991年12月・日本テレビ「火曜サスペンス劇場」） | 十朱幸代、草刈正雄、大滝秀治、河原崎長一郎、名古屋章、江波杏子、森本レオ                                                                                       |
| グッド・バイ 私が殺した太宰治（1992年・フジテレビ）                                          | 役所広司、樋口可南子、荻野目慶子、河原崎長一郎、佐藤B作、姿晴香                                                                                                |
| 殺人捜査（1992年・日本テレビ「火曜サスペンス劇場」）                                         | 鹿賀丈史、多岐川裕美、松田美由紀、吉村実子、谷村昌彦、岸部一徳、坂口芳貞                                                                                       |
| 春の一族（1993年・NHK）                                                                      | 緒形拳、十朱幸代、国生さゆり、浅野忠信、中島唱子、藤岡琢也、内海桂子、江戸家猫八                                                                               |
| 踊子（1993年・テレビ東京）                                                                   | かたせ梨乃、永島敏行、村上聡美、藤堂新二 |
| 麻酔（1994年・読売テレビ）                                                                   | 渡哲也、高橋恵子、片岡鶴太郎、水野真紀、浅野忠信、羽場裕一、檀ふみ、谷村昌彦、長塚京三                                                                         |
| てやんでえッ!!（1994年・フジテレビ）                                                         | 渡瀬恒彦、鈴木杏樹、小林聡美、波乃久里子、尾美としのり、河原崎長一郎、下條正巳                                                                                 |
| 秋の一族（1994年・NHK）                                                                      | 緒形拳、岸惠子、原田知世、大鶴義丹、平田満、川原和久、藤岡琢也                                                                                                 |
| 夏の一族（1995年・NHK）                                                                      | 渡哲也、竹下景子、宮沢りえ、加藤治子、永島敏行、柳沢慎吾、柄本明、森本レオ、藤岡琢也                                                                           |
| あにいもうと（1995年・テレビ東京）                                                           | 杉本哲太、寺島しのぶ、樹木希林、尾美としのり |
| 1995年殺人捜査（1995年・日本テレビ「火曜サスペンス劇場」）                                   | 鹿賀丈史、高橋恵子、吉村実子、谷村昌彦、岡本信人、塩見三省 |
| 無影燈（1996年・テレビ東京）                                                                 | 舘ひろし、黒木瞳、石黒賢、村上聡美、谷村昌彦、下條正巳 |
| 大往生（1996年・NHK）                                                                        | 森繁久彌、植木等、竹下景子、柄本明、持田真樹、樹木希林、大滝秀治、内海桂子、藤岡琢也、淡路恵子                                                                 |
| かわうそ（1996年・テレビ東京）                                                               | 十朱幸代、渡瀬恒彦、細川俊之、国生さゆり、斉藤晴彦 |
| 黄落（1997年・テレビ東京）                                                                   | 市原悦子、愛川欽也、西村晃、丹阿弥谷津子、河原崎長一郎 |
| 1997年殺人捜査（1997年・日本テレビ「火曜サスペンス劇場」）                                   | 鹿賀丈史、高橋恵子、吉村実子、谷村昌彦、渡辺いっけい |
| 魚心あれば嫁心（1998年・テレビ東京）                                                         | 八千草薫、十朱幸代、渡辺いっけい、樹木希林、かたせ梨乃、中島唱子、小野寺昭                                                                                     |
| 1998年殺人捜査（1998年・日本テレビ「火曜サスペンス劇場」）                                   | 鹿賀丈史、高橋恵子、林隆三、吉村実子、谷村昌彦、綿引勝彦、大谷直子                                                                                             |
| 大丈夫です、友よ（1998年・フジテレビ）                                                       | 市原悦子、藤竜也、井川比佐志、深津絵里、柳葉敏郎 |
| 旅立つ人と（1999年・フジテレビ）                                                             | 市原悦子、渡瀬恒彦、吉岡秀隆、井川比佐志、大路恵美、下條正巳                                                                                                   |
| それからの日々（2004年・テレビ朝日）                                                         | 松本幸四郎、竹下景子、瀬戸朝香、武田真治、永島敏行、岸部一徳、松村達雄                                                                                         |
| まだそんなに老けてはいない（2007年・テレビ朝日）                                             | 中村雅俊、原田美枝子、余貴美子、岸部一徳、MEGUMI、佐々木すみ江、大滝秀治、池内淳子                                                                             |
| 兄帰る（2009年・WOWOW）                                                                      | 木村佳乃、高橋和也、津田寛治、黒谷友香、野波麻帆、笹野高史、加藤治子、池内淳子、山本學、倍賞美津子                                                             |

### 舞台
- 父の詫び状（1993年/紀伊国屋ホール）（出演：杉浦直樹、藤村志保、長谷川真弓、藤間紫、名古屋章ほか)
- 父の詫び状（1995年/サンシャイン劇場）（出演：杉浦直樹、藤村志保、高橋かおり、藤間紫、名古屋章ほか)
- 宮澤賢治（1996年/新神戸オリエンタル劇場 他）（出演：三田村邦彦、高橋かおり、小島聖、村田雄浩、谷村昌彦ほか)
- 雪国（1999年/芸術座）（出演：十朱幸代、田中健、小林綾子ほか)
- 雪国（2002年）（出演：十朱幸代、西岡徳馬、南野陽子、淡路恵子、なべおさみ、松村達雄ほか)

### 映画
- 長崎ぶらぶら節（2000年）（出演：吉永小百合、渡哲也、原田知世、高島礼子、勝野洋、永島敏行、渡辺いっけい、藤村志保、松村達雄、いしだあゆみほか)